# (14770) 2198 T-1
(14770) 2198 T-1 est un objet de la ceinture principale d'astéroïdes extérieure découvert en 1971.

## Description
(14770) 2198 T-1 a été découvert le 25 mars 1971 à l'observatoire Palomar, situé au nord de San Diego en Californie, par Cornelis Johannes van Houten, Ingrid van Houten-Groeneveld et Tom Gehrels.

### Caractéristiques orbitales
L'orbite de cet astéroïde est caractérisée par un demi-grand axe de 3,22 ua, un périhélie de 2,71 ua, une excentricité de 0,16 et une inclinaison de 2,86° par rapport à l'écliptique. Du fait de ces caractéristiques, à savoir un demi-grand axe entre 3,2 et 4,6 ua, il est classé, selon la JPL Small-Body Database, comme objet de la ceinture principale d'astéroïdes extérieure.

### Caractéristiques physiques
(14770) 1971 T-1 a une magnitude absolue (H) de 14,2 et un albédo estimé à 0,175.